# Sport- und Schwimmverein Jahn 2000 Regensburg 2022-2023
Questa voce raccoglie le informazioni riguardanti lo Sport- und Schwimmverein Jahn 2000 Regensburg nelle competizioni ufficiali della stagione 2022-2023.

## Stagione
Nella stagione 2022-2023 il Jahn Regensburg, allenato da Mersad Selimbegović e Joe Enochs, concluse il campionato di 2. Bundesliga al 17º posto e fu retrocesso in 3. Liga. In Coppa di Germania il Jahn Regensburg fu eliminato al secondo turno dal Fortuna Düsseldorf.

## Rosa
| N. |                      | Ruolo | Calciatore            |
| -- | -------------------- | ----- | --------------------- |
| 1  | Austria (bandiera)   | P     | Dejan Stojanović      |
| 5  | Germania (bandiera)  | C     | Benedikt Gimber       |
| 6  | Germania (bandiera)  | D     | Benedikt Saller       |
| 7  | Germania (bandiera)  | A     | Nicklas Shipnoski     |
| 8  | Germania (bandiera)  | C     | Maximilian Thalhammer |
| 9  | Germania (bandiera)  | A     | Prince Osei Owusu     |
| 10 | Germania (bandiera)  | A     | Kaan Caliskaner       |
| 11 | Germania (bandiera)  | D     | Konrad Faber          |
| 12 | Croazia (bandiera)   | A     | Dario Vizinger        |
| 14 | Kosovo (bandiera)    | C     | Blendi Idrizi         |
| 16 | Germania (bandiera)  | A     | Oscar Schönfelder     |
| 18 | Germania (bandiera)  | A     | Aygün Yildirim        |
| 19 | Danimarca (bandiera) | A     | Andreas Albers        |
| 20 | Germania (bandiera)  | D     | Leon Guwara           |
| 21 | Germania (bandiera)  | P     | Thorsten Kirschbaum   |

| N. |                          | Ruolo | Calciatore           |
| -- | ------------------------ | ----- | -------------------- |
| 22 | Germania (bandiera)      | A     | Minos Gouras         |
| 23 | Germania (bandiera)      | D     | Steve Breitkreuz     |
| 24 | Germania (bandiera)      | D     | Scott Kennedy        |
| 26 | Grecia (bandiera)        | A     | Charalambos Makridis |
| 27 | Germania (bandiera)      | D     | Lasse Günther        |
| 28 | Germania (bandiera)      | D     | Sebastian Nachreiner |
| 29 | Germania (bandiera)      | A     | Joshua Mees          |
| 30 | Germania (bandiera)      | C     | Christian Viet       |
| 32 | Germania (bandiera)      | P     | Alexander Weidinger  |
| 33 | Svizzera (bandiera)      | D     | Jan Elvedi           |
| 35 | Germania (bandiera)      | C     | Christian Schmidt    |
| 37 | Germania (bandiera)      | A     | Benedikt Fischer     |
| 39 | Germania (bandiera)      | A     | Jannik Graf          |
| 40 | Germania (bandiera)      | P     | Jonas Urbig          |
|    | Nuova Zelanda (bandiera) | C     | Sarpreet Singh       |

## Organigramma societario
Area tecnica
- Allenatore: Joe Enochs
- Allenatore in seconda: Thomas Barth, Jonas Maier, Markus Palionis
- Preparatore dei portieri: Marco Langner
- Preparatori atletici:

## Calciomercato

### Sessione estiva
| Acquisti | Acquisti              | Acquisti             | Acquisti |
| R.       | Nome                  | da                   | Modalità |
| -------- | --------------------- | -------------------- | -------- |
| A        | Dario Vizinger        | Wolfsberger          |          |
| C        | Blendi Idrizi         | Schalke 04           |          |
| D        | Lasse Günther         | Augusta              |          |
| D        | Tom Baack             | Verl                 |          |
| A        | Minos Gouras          | Saarbrücken          |          |
| A        | Joshua Mees           | Holstein Kiel        |          |
| A        | Prince Osei Owusu     | Erzgebirge Aue       |          |
| C        | Christian Schmidt     | Jahn Ratisbona II    |          |
| A        | Oscar Schönfelder     | Werder Brema         |          |
| P        | Dejan Stojanović      | Ingolstadt 04        |          |
| C        | Maximilian Thalhammer | Paderborn            |          |
| C        | Christian Viet        | Borussia Dortmund II |          |

| Cessioni | Cessioni         | Cessioni          | Cessioni |
| R.       | Nome             | a                 | Modalità |
| -------- | ---------------- | ----------------- | -------- |
| C        | Lukas Schröder   | DJK Vilzing       |          |
| A        | Joël Zwarts      | ADO Den Haag      |          |
| D        | Tom Baack        | Verl              |          |
| D        | Jan-Niklas Beste | Heidenheim        |          |
| C        | Max Besuschkow   | Hannover 96       |          |
| C        | Carlo Boukhalfa  | St. Pauli         |          |
| D        | Elias Herzig     | Illertissen       |          |
| P        | Kevin Kunz       | Carl Zeiss Jena   |          |
| P        | Alexander Meyer  | Borussia Dortmund |          |
| A        | David Otto       | St. Pauli         |          |
| C        | Sarpreet Singh   | Bayern Monaco II  |          |
| D        | Erik Wekesser    | Norimberga        |          |

### Sessione invernale
| Acquisti | Acquisti    | Acquisti | Acquisti |
| R.       | Nome        | da       | Modalità |
| -------- | ----------- | -------- | -------- |
| P        | Jonas Urbig | Colonia  |          |

| Cessioni | Cessioni | Cessioni | Cessioni |
| R.       | Nome     | a        | Modalità |
| -------- | -------- | -------- | -------- |

## Risultati

### 2. Bundesliga

#### Girone di andata
| Arbitro: | Alt |

|                    |           |  |
| Mees 1’ Albers 67’ | Marcatori |  |

| Arbitro: | Willenborg |

|  |           |                                      |
|  | Marcatori | 45’ Gimber 56’ Thalhammer 90’ Gouras |

| Ratisbona 6 agosto 2022, ore 13:00 CEST 3ª giornata | Jahn Ratisbona | 0 – 0 referto | Norimberga | Jahnstadion Regensburg (15 210 spett.)\| Arbitro: \| Schlager \| |
| Arbitro:                                            | Schlager       |               |            |                                                                  |

| Arbitro: | Petersen |

|          |           |  |
| Fóti 83’ | Marcatori |  |

| Arbitro: | Bacher |

|  |           |                                                                     |
|  | Marcatori | 7’ Franke 14’ Nebel 43’ Gondorf 48’, 65’ Schleusener 78’ Breithaupt |

| Arbitro: | Heft |

|                                                         |           |  |
| Ginczek 59’ Kownacki 65’ (rig.) Klaus 78’ Appelkamp 85’ | Marcatori |  |

| Ratisbona 3 settembre 2022, ore 13:00 CEST 7ª giornata | Jahn Ratisbona | 0 – 0 referto | Holstein Kiel | Jahnstadion Regensburg (8 893 spett.)\| Arbitro: \| Lechner \| |
| Arbitro:                                               | Lechner        |               |               |                                                                |

| Arbitro: | Badstübner |

|                                          |           |  |
| Hoffmeier 21’ Leipertz 69’ Pieringer 85’ | Marcatori |  |

| Arbitro: | Winter |

|                       |           |  |
| Albers 8’ (rig.), 41’ | Marcatori |  |

| Arbitro: | Aytekin |

|             |           |  |
| Schuler 68’ | Marcatori |  |

| Arbitro: | Bacher |

|                     |           |                        |
| Caliskaner 42’, 62’ | Marcatori | 34’ Michalski 74’ Asta |

| Arbitro: | Thomsen |

|  |           |                          |
|  | Marcatori | 8’, 57’ Albers 85’ Owusu |

| Arbitro: | Aarnink |

|                            |           |             |
| Žirov 1’ (aut.) Albers 70’ | Marcatori | 12’ Esswein |

| Arbitro: | Exner |

|  |           |                                  |
|  | Marcatori | 7’, 26’ Pröger 64’ (aut.) Elvedi |

| Arbitro: | Stegemann |

|                                            |           |               |
| Vušković 12’ Königsdörffer 78’ Glatzel 90’ | Marcatori | 7’ Caliskaner |

| Arbitro: | Petersen |

|              |           |                |
| Makridis 11’ | Marcatori | 15’ Lauberbach |

| Arbitro: | Heft |

|                                                         |           |                                                   |
| Kleindienst 21’, 39’ Beck 36’ Thomalla 76’ Schimmer 90’ | Marcatori | 14’ Owusu 45’ Makridis 55’ Shipnoski 90’ Yildirim |

#### Girone di ritorno
| Arbitro: | Schlager |

|                      |           |  |
| Manu 18’ Holland 29’ | Marcatori |  |

| Arbitro: | Waschitzki-Günther |

|           |           |                              |
| Elvedi 2’ | Marcatori | 14’ Vasiliadis 85’, 90’ Klos |

| Arbitro: | Aarnink |

|               |           |  |
| Valentini 56’ | Marcatori |  |

| Arbitro: | Burda |

|           |           |              |
| Singh 16’ | Marcatori | 88’ Teuchert |

| Arbitro: | Alt |

|              |           |  |
| Kaufmann 24’ | Marcatori |  |

| Arbitro: | Kampka |

|  |           |                     |
|  | Marcatori | 86’ (rig.) Kownacki |

| Arbitro: | Sather |

|               |           |                          |
| Skrzybski 45’ | Marcatori | 45’ Caliskaner 87’ Owusu |

| Arbitro: | Thomsen |

|                  |           |  |
| Owusu 49’ (rig.) | Marcatori |  |

| Arbitro: | Dankert |

|                  |           |  |
| Owusu 23’ (aut.) | Marcatori |  |

| Arbitro: | Stieler |

|                                 |           |                       |
| Gnaka 52’ (aut.) Caliskaner 89’ | Marcatori | 10’ Atik 80’ Lawrence |

| Arbitro: | Alt |

|                             |           |           |
| Green 66’ (rig.) Abiama 77’ | Marcatori | 48’ Owusu |

| Ratisbona 23 aprile 2023, ore 13:30 CEST 29ª giornata | Jahn Ratisbona | 0 – 0 referto | Kaiserslautern | Jahnstadion Regensburg (14 668 spett.)\| Arbitro: \| Lechner \| |
| Arbitro:                                              | Lechner        |               |                |                                                                 |

| Arbitro: | Aytekin |

|                      |           |           |
| Papela 16’ Đumić 52’ | Marcatori | 64’ Owusu |

| Arbitro: | Willenborg |

|                        |           |  |
| Pröger 34’ Verhoek 79’ | Marcatori |  |

| Arbitro: | Sather |

|                |           |                                                          |
| Caliskaner 55’ | Marcatori | 5’ Glatzel 17’ (rig.), 45’ Kittel 29’ Muheim 81’ Bilbija |

| Arbitro: | Burda |

|           |           |                        |
| Pherai 2’ | Marcatori | 21’ Makridis 49’ Owusu |

| Arbitro: | Storks |

|                |           |                                                    |
| Owusu 51’, 56’ | Marcatori | 58’ (aut.) Saller 90’ (rig.) Beste 90’ Kleindienst |

### Coppa di Germania
| Arbitro: | Brych |

|                                            |                      |                                          |
| Albers 18’ Owusu 27’                       | Marcatori            | 28’ Uth 63’ Ljubicic                     |
| Makridis Thalhammer Saller Yildirim Gimber | Tiri di rigore 4 – 3 | Ljubicic Chabot Maina Thielmann Ehizibue |

| Arbitro: | Gerach |

|  |           |                                    |
|  | Marcatori | 5’ Peterson 16’ Kownacki 45’ Iyoha |

## Statistiche

### Statistiche di squadra
| Competizione      | Punti | In casa | In casa | In casa | In casa | In casa | In casa | In trasferta | In trasferta | In trasferta | In trasferta | In trasferta | In trasferta | Totale | Totale | Totale | Totale | Totale | Totale | DR  |
| Competizione      | Punti | G       | V       | N       | P       | Gf      | Gs      | G            | V            | N            | P            | Gf           | Gs           | G      | V      | N      | P      | Gf     | Gs     | DR  |
| ----------------- | ----- | ------- | ------- | ------- | ------- | ------- | ------- | ------------ | ------------ | ------------ | ------------ | ------------ | ------------ | ------ | ------ | ------ | ------ | ------ | ------ | --- |
| 2. Bundesliga     | 31    | 17      | 4       | 7       | 6       | 17      | 28      | 17           | 4            | 0            | 13           | 17           | 30           | 34     | 8      | 7      | 19     | 34     | 58     | -24 |
| Coppa di Germania | -     | 2       | 0       | 1       | 1       | 2       | 5       | 0            | 0            | 0            | 0            | 0            | 0            | 2      | 0      | 1      | 1      | 2      | 5      | -3  |
| Totale            | 31    | 19      | 4       | 8       | 7       | 19      | 33      | 17           | 4            | 0            | 13           | 17           | 30           | 36     | 8      | 8      | 20     | 36     | 63     | -27 |

### Andamento in campionato
| Giornata  | 1 | 2 | 3 | 4 | 5  | 6  | 7  | 8  | 9  | 10 | 11 | 12 | 13 | 14 | 15 | 16 | 17 | 18 | 19 | 20 | 21 | 22 | 23 | 24 | 25 | 26 | 27 | 28 | 29 | 30 | 31 | 32 | 33 | 34 |
| --------- | - | - | - | - | -- | -- | -- | -- | -- | -- | -- | -- | -- | -- | -- | -- | -- | -- | -- | -- | -- | -- | -- | -- | -- | -- | -- | -- | -- | -- | -- | -- | -- | -- |
| Luogo     | C | T | C | T | C  | T  | C  | T  | C  | T  | C  | T  | C  | C  | T  | C  | T  | T  | C  | T  | C  | T  | C  | T  | C  | T  | C  | T  | C  | T  | T  | C  | T  | C  |
| Risultato | V | V | N | P | P  | P  | N  | P  | V  | P  | N  | V  | V  | P  | P  | N  | P  | P  | P  | P  | N  | P  | P  | V  | V  | P  | N  | P  | N  | P  | P  | P  | V  | P  |
| Posizione | 2 | 1 | 1 | 6 | 13 | 13 | 12 | 14 | 11 | 12 | 13 | 10 | 9  | 9  | 9  | 10 | 12 | 14 | 17 | 18 | 17 | 17 | 18 | 16 | 14 | 16 | 16 | 16 | 16 | 17 | 17 | 17 | 17 | 17 |

Legenda:

Luogo: C = Casa; T = Trasferta. Risultato: V = Vittoria; N = Pareggio; P = Sconfitta.

### Statistiche dei giocatori
| Giocatore      | 2. Bundesliga | 2. Bundesliga | 2. Bundesliga | 2. Bundesliga | Coppa di Germania | Coppa di Germania | Coppa di Germania | Coppa di Germania | Totale   | Totale | Totale      | Totale     |
| Giocatore      | Presenze      | Reti          | Ammonizioni   | Espulsioni    | Presenze          | Reti              | Ammonizioni       | Espulsioni        | Presenze | Reti   | Ammonizioni | Espulsioni |
| -------------- | ------------- | ------------- | ------------- | ------------- | ----------------- | ----------------- | ----------------- | ----------------- | -------- | ------ | ----------- | ---------- |
| A. Albers      | 34            | 6             | 2             | 0             | 2                 | 1                 | 0                 | 0                 | 36       | 7      | 2           | 0          |
| S. Breitkreuz  | 22            | 0             | 6             | 1             | 2                 | 0                 | 1                 | 0                 | 24       | 0      | 7           | 1          |
| K. Caliskaner  | 29            | 6             | 2             | 0             | 2                 | 0                 | 0                 | 0                 | 31       | 6      | 2           | 0          |
| J. Elvedi      | 32            | 1             | 8             | 0             | 2                 | 0                 | 1                 | 0                 | 34       | 1      | 9           | 0          |
| K. Faber       | 26            | 0             | 1             | 0             | 1                 | 0                 | 0                 | 0                 | 27       | 0      | 1           | 0          |
| B. Fischer     | 0             | 0             | 0             | 0             | 0                 | 0                 | 0                 | 0                 | 0        | 0      | 0           | 0          |
| B. Gimber      | 28            | 1             | 13            | 0             | 1                 | 0                 | 1                 | 0                 | 29       | 1      | 14          | 0          |
| M. Gouras      | 17            | 1             | 2             | 0             | 2                 | 0                 | 0                 | 0                 | 19       | 1      | 2           | 0          |
| J. Graf        | 1             | 0             | 0             | 0             | 0                 | 0                 | 0                 | 0                 | 1        | 0      | 0           | 0          |
| L. Guwara      | 20            | 0             | 3             | 1             | 1                 | 0                 | 0                 | 0                 | 21       | 0      | 3           | 1          |
| L. Günther     | 16            | 0             | 2             | 0             | 1                 | 0                 | 0                 | 0                 | 17       | 0      | 2           | 0          |
| B. Idrizi      | 18            | 0             | 2             | 0             | 1                 | 0                 | 0                 | 0                 | 19       | 0      | 2           | 0          |
| S. Kennedy     | 23            | 0             | 4             | 1             | 1                 | 0                 | 0                 | 0                 | 24       | 0      | 4           | 1          |
| T. Kirschbaum  | 3             | 0             | 1             | 0             | 0                 | 0                 | 0                 | 0                 | 3        | 0      | 1           | 0          |
| C. Makridis    | 25            | 3             | 1             | 1             | 2                 | 0                 | 1                 | 0                 | 27       | 3      | 2           | 1          |
| J. Mees        | 25            | 1             | 4             | 0             | 2                 | 0                 | 0                 | 0                 | 27       | 1      | 4           | 0          |
| S. Nachreiner  | 9             | 0             | 3             | 0             | 0                 | 0                 | 0                 | 0                 | 9        | 0      | 3           | 0          |
| P. Owusu       | 32            | 9             | 7             | 0             | 2                 | 1                 | 0                 | 0                 | 34       | 10     | 7           | 0          |
| B. Saller      | 22            | 0             | 7             | 1             | 2                 | 0                 | 1                 | 0                 | 24       | 0      | 8           | 1          |
| C. Schmidt     | 0             | 0             | 0             | 0             | 0                 | 0                 | 0                 | 0                 | 0        | 0      | 0           | 0          |
| O. Schönfelder | 0             | 0             | 0             | 0             | 0                 | 0                 | 0                 | 0                 | 0        | 0      | 0           | 0          |
| N. Shipnoski   | 22            | 1             | 2             | 0             | 1                 | 0                 | 0                 | 0                 | 23       | 1      | 2           | 0          |
| S. Singh       | 14            | 1             | 3             | 0             | 0                 | 0                 | 0                 | 0                 | 14       | 1      | 3           | 0          |
| D. Stojanović  | 14            | 0             | 2             | 0             | 2                 | 0                 | 0                 | 0                 | 16       | 0      | 2           | 0          |
| M. Thalhammer  | 30            | 1             | 6             | 0             | 2                 | 0                 | 0                 | 0                 | 32       | 1      | 6           | 0          |
| J. Urbig       | 17            | 0             | 0             | 0             | 0                 | 0                 | 0                 | 0                 | 17       | 0      | 0           | 0          |
| C. Viet        | 22            | 0             | 2             | 0             | 1                 | 0                 | 0                 | 0                 | 23       | 0      | 2           | 0          |
| D. Vizinger    | 9             | 0             | 0             | 0             | 1                 | 0                 | 0                 | 0                 | 10       | 0      | 0           | 0          |
| A. Weidinger   | 0             | 0             | 0             | 0             | 0                 | 0                 | 0                 | 0                 | 0        | 0      | 0           | 0          |
| A. Yildirim    | 24            | 1             | 5             | 0             | 1                 | 0                 | 0                 | 0                 | 25       | 1      | 5           | 0          |
| B. Zempelin    | 0             | 0             | 0             | 0             | 0                 | 0                 | 0                 | 0                 | 0        | 0      | 0           | 0          |